# Joel Whist
Joel Whist (* im 20. Jahrhundert) ist ein Spezialeffektkünstler.

## Leben
Whist begann seine Karriere Ende der 1980er Jahre und hatte sein Spielfilmdebüt als im Abspann nicht genannter Spezialeffekt-Assistent bei Roger Spottiswoodes Thriller Mörderischer Vorsprung. Es folgten einige weitere Filme in Assistenztätigkeiten; um die Jahrtausendwende war er auch gelegentlich für das Fernsehen tätig, darunter eine Doppelfolge der Serie Monk. Sein Schaffen umfasst mehr als 60 Produktionen. Zwischen 2010 und 2018 war er drei Mal für den Saturn Award nominiert, konnte diesen jedoch nicht gewinnen.
2018 war er für Matt Reeves’ Planet der Affen: Survival gemeinsam mit Joe Letteri, Daniel Barrett und Dan Lemmon für den Oscar in der Kategorie Beste visuelle Effekte nominiert, die Auszeichnung in diesem Jahr ging jedoch an den Science-Fiction-Film Blade Runner 2049. Auch bei BAFTA Film Awards ging Whist in der Kategorie Beste visuelle Effekte leer aus.

## Filmografie (Auswahl)
- 1988: Mörderischer Vorsprung (Shoot to Kill)
- 1989: Die Fliege 2 (The Fly II)
- 1993: Cliffhanger – Nur die Starken überleben (Cliffhanger)
- 1994: Timecop
- 1995: Ace Ventura – Jetzt wird’s wild (Ace Ventura: When Nature Calls)
- 2003: Final Destination 2
- 2004: Scooby Doo 2 – Die Monster sind los (Scooby Doo 2: Monsters Unleashed)
- 2005: Sind wir schon da? (Are We There Yet?)
- 2009: Watchmen – Die Wächter (Watchmen)
- 2011: Sucker Punch
- 2014: Godzilla
- 2016: Batman v Superman: Dawn of Justice
- 2017: Planet der Affen: Survival (War for the Planet of the Apes)
- 2018: Bad Times at the El Royale
- 2022: Sonic the Hedgehog 2

## Auszeichnungen (Auswahl)
- 2018: Oscar-Nominierung in der Kategorie Beste visuelle Effekte für Planet der Affen: Survival
- 2018: BAFTA-Film-Award-Nominierung in der Kategorie Beste visuelle Effekte für Planet der Affen: Survival